# Мариенвердер (замок)
Мариенвердер (нем. Marienwerder, пол. Zamek w Kwidzynie) — тевтонский замок в Квидзыне, резиденция епископа. С 2018 года комплекс имеет статус памятника истории.

## История

### Старый замок
На месте существующего замка находилась более ранняя крепость. Её построили ещё в XIII веке и традиционно называют епископским или старым замком (по-немецки Altschlösschen). Этот замок, вероятно, находился на месте бывшей прусской крепости Квидис (Квидин) около сегодняшней Старозамковой улицы в Квидзыне.
Около 1930 года под руководством Вальдемара Хейма проводились археологические исследования. Работы шли на месте епископского замка. Благодаря этому известна общая схема здания. В нём изначально было два крыла (южное и восточное), расположенные под прямым углом друг к другу. В здании также было две башни с прямоугольным фундаментом. С севера и запада двор был окружен оборонительной стеной. Замок, вероятно, имел декоративные украшения. Во время археологических исследований были обнаружены различные типы профилированных кирпичей и терракотовых ажурных плит. В XVI веке остатки старого здания были снесены, а полученные стройматериалы использовали для постройки главного замка и других зданий в городе.

### Новый замок

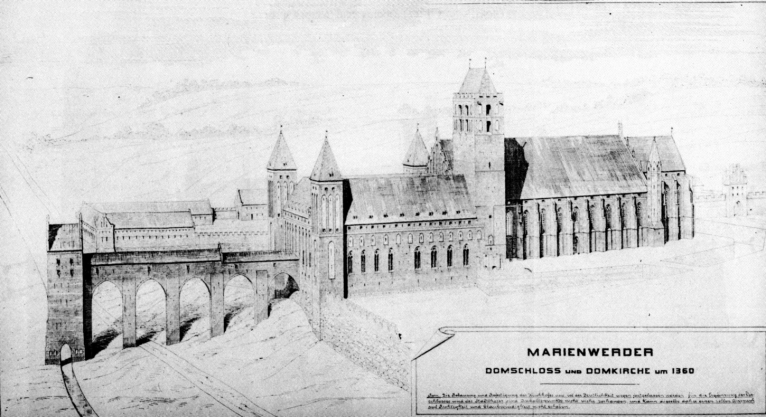
Рисунок замка, сделанный в XIX веке

Строительство современного замка началось на рубеже XIII и XIV веков. После расчистки территории и строительства фундамента, началось возведение основных сооружений. Крепость строили из камня и кирпича. Общая планировка по форме напоминала квадрат. По углам располагались башнями, а во дворе — двухъярусная обитель. Ворота располагались с севера. Большая часть строительных работ в замке была завершена в 1340–1350 годах. 
В 1380-х годах завершили строительства данскера. Первоначально самая высокая юго-восточная угловая башня была одновременно и колокольней. Позднее построили отдельное здание новой кафедральной церкви (в правление епископа Яна Мёнха) между 1377–1409 годами. В это время в Квидзыне образовался уникальный архитектурный ансамбль, который включал в себя два замка (епископы и местного представителя ордена), собор и собственно город. Отдельные кварталы города имели собственные укрепления, а также была построена общая внешняя оборонительная стена. Любые сооружения были умело интегрированы в местный ландшафт. Вскоре замок стал резиденцией управителя Помезании, а также религиозным, политическим и административным центром.
После заключения Второго Торунського мира город Квидзын вместе с замком остался под властью Тевтонского ордена. Помезанское епископство было пожизненно отдано польскому епископу Хелмна Винсенту Келбасе. После его смерти орден предпринял попытку вернуть Помезанское епископство под свой контроль. Это привело к вводу польских войск в районы Поморского и Варминского епископств. Конфликт получил название Война священников. 
В 1478 году польские отряды захватили Квидзынь. Горожане укрылись в замке и подожгли город. Во время этого конфликта замок был сильно поврежден. Как следствие — во время ремонтных работ, проведенных в 1487 году, повреждённые угловые башни снесли.
В 1520 году в результате военных действий между орденом и Польшей замок епископа оказался полностью разрушен. 
В 1526 году помезанские клирики встали на сторону протестантов. В 1630-х годах первый протестантский епископ Паулюс Сператус за свой счёт осуществил реконструкцию главного замка. После его смерти в 1551 году замок был захвачен Альбрехтом Гогенцоллерном. Здесь разместилось резиденция наместника. 
В 1709 году русский царь Пётр I останавливался в замке во время своего пребывания в Квидзыне по приглашению прусского короля Фридриха I.
В 1728 году южное крыло замка было перестроено в большой продовольственный склад для нужд военного гарнизона. После первого раздела Польши замок стал главным зданием местного суда. В связи с этим здание серьёзно перестроили. Западные сооружения монастыря частично снесли. Одновременно часть помещений замка приспособили в тюремные камеры. 
В 1798 году было принято решение о сносе двух крыльев замка: восточного и наиболее представительного южного. Из образовавшихся стройматериалов предполагалось построить новое здание.
После 1854 года по указу короля Фридриха Вильгельма IV замок, пришедший в запустение, начали восстанавливать. Самый важный этап работ был произведён в 1874 году под руководством Густава Райхерта. В итоге перестроили угловые башни, реконструировали своды в комнатах на первом этаже северного крыла, а также украсили комплекс декоративными элементами.

### Замок в XX и XXI веке

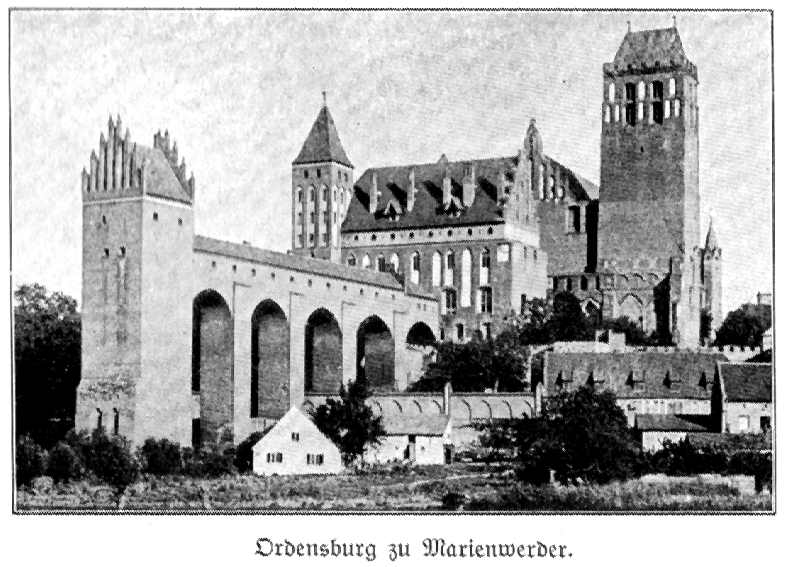
Открытка 1912 года с изображением замка

Замок использовался для нужд суда и тюрьмы до 1935 года. В 1936 году, после проведения необходимых работ, замок стал резиденцией гитлеровской школы Hitlerjugend HJ-Ostlandführerschule. Учебное заведение существовало здесь до 1945 года. После оккупации города советскими войсками, замок, в отличие от большинства домов старого города, оказался почти не повреждён. Правда, интерьеры были разграблены.
В декабре 1949 года, после перехода этого района бывшей Пруссии в состав Польской Народной Республики, замок передали Министерству культуры и искусств .
В настоящее время здесь располагается музей.

## В филателии

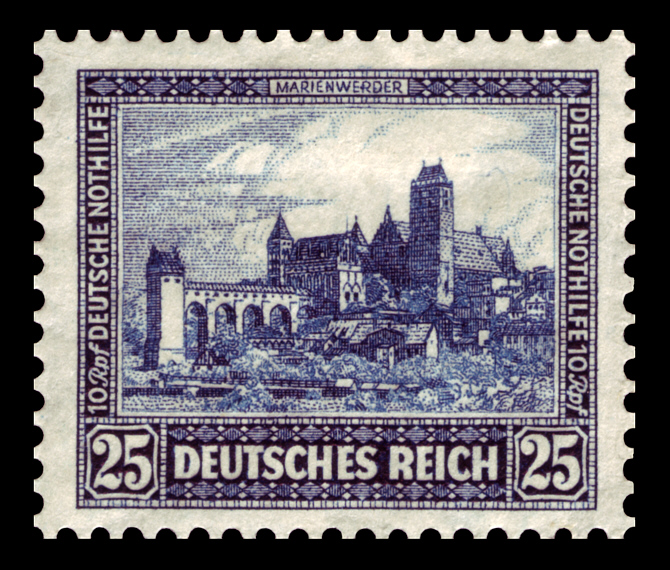
Немецкая почтовая марка 1930 года

В 1930 году замок украсил почтовую марку Германии. Номинал составил 25 пфеннигов. 
5 марта 1971 года почта Польши выпустила марку с изображением замка Квидзын номиналом 3,40 злотых (в серии Польские замки). Автором дизайна марки был Тадеуш Михалюк. Марка оставалась в официальном обращении до 31 декабря 1994 года  .

## Описание замка
Замок много раз перестраивался. В период расцвета (между XVI и XIX веками) это был четырёхугольный комплекс с внутренним двором. По углам находились выступающие за пределы стен высокие прямоугольные башни с коническими крышами. Самой высокой была юго-восточная башня (59 метров). В 1798 году ряд построек замка был снесён властями Пруссии. В частности, разобраны восточное крыло (примыкающее к собору) и южное крыло (расположенное со стороны старого города). С той поры замок утратил свою замкнутую, правильную форму. 

Характерным элементом замка является уходящая достаточно далеко от основного комплекса санитарно-оборонительная башня — данскер. К ней со стороны от западного крыла ведёт 55-метровая галерея. Это самая длинная подобная галерея в мире, которая пролегает на пяти высоких аркадных опорах. С севера находится колодезная башня, соединённая двумя аркадами с замком.

## Галерея

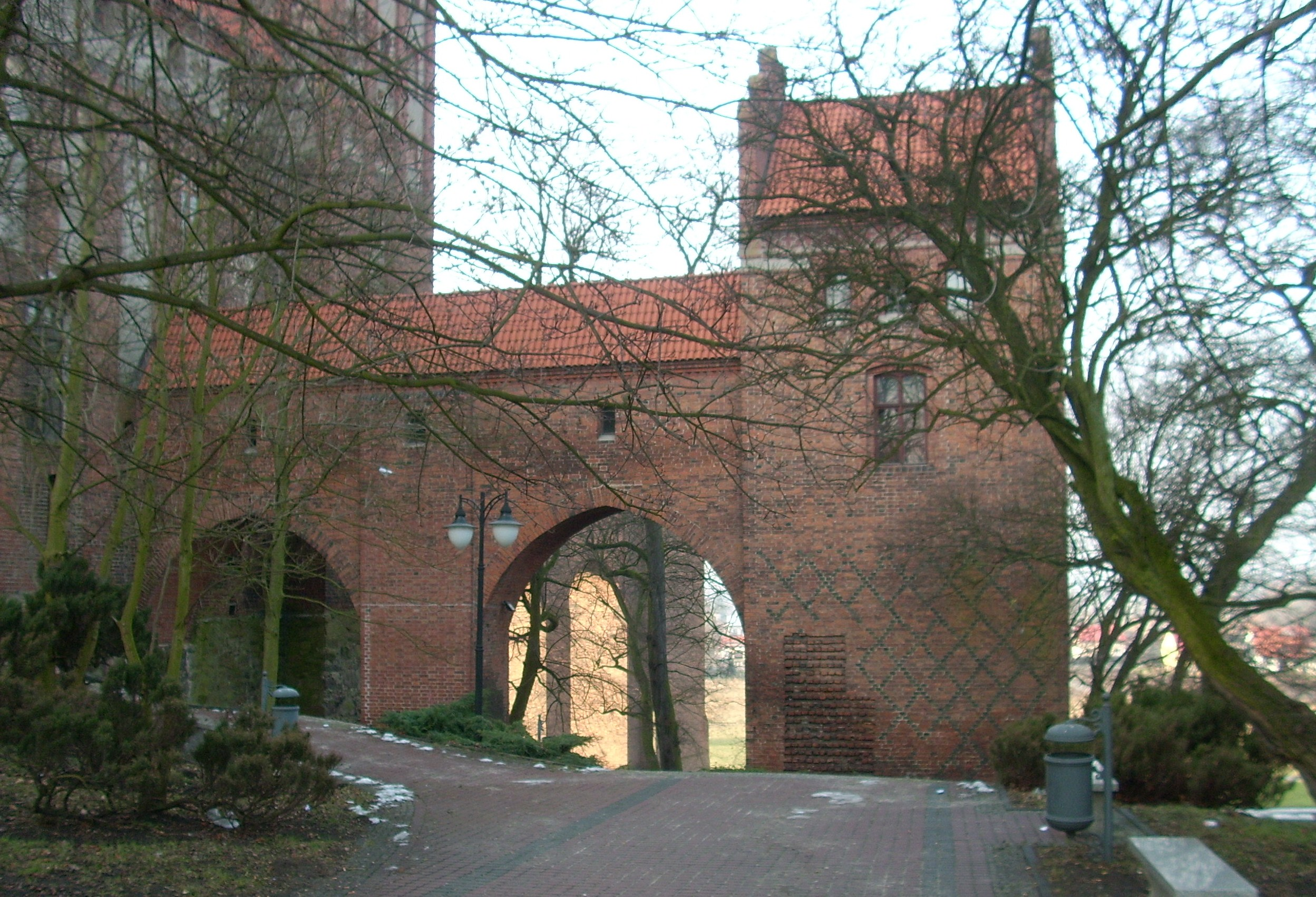
Колодезная башня замка
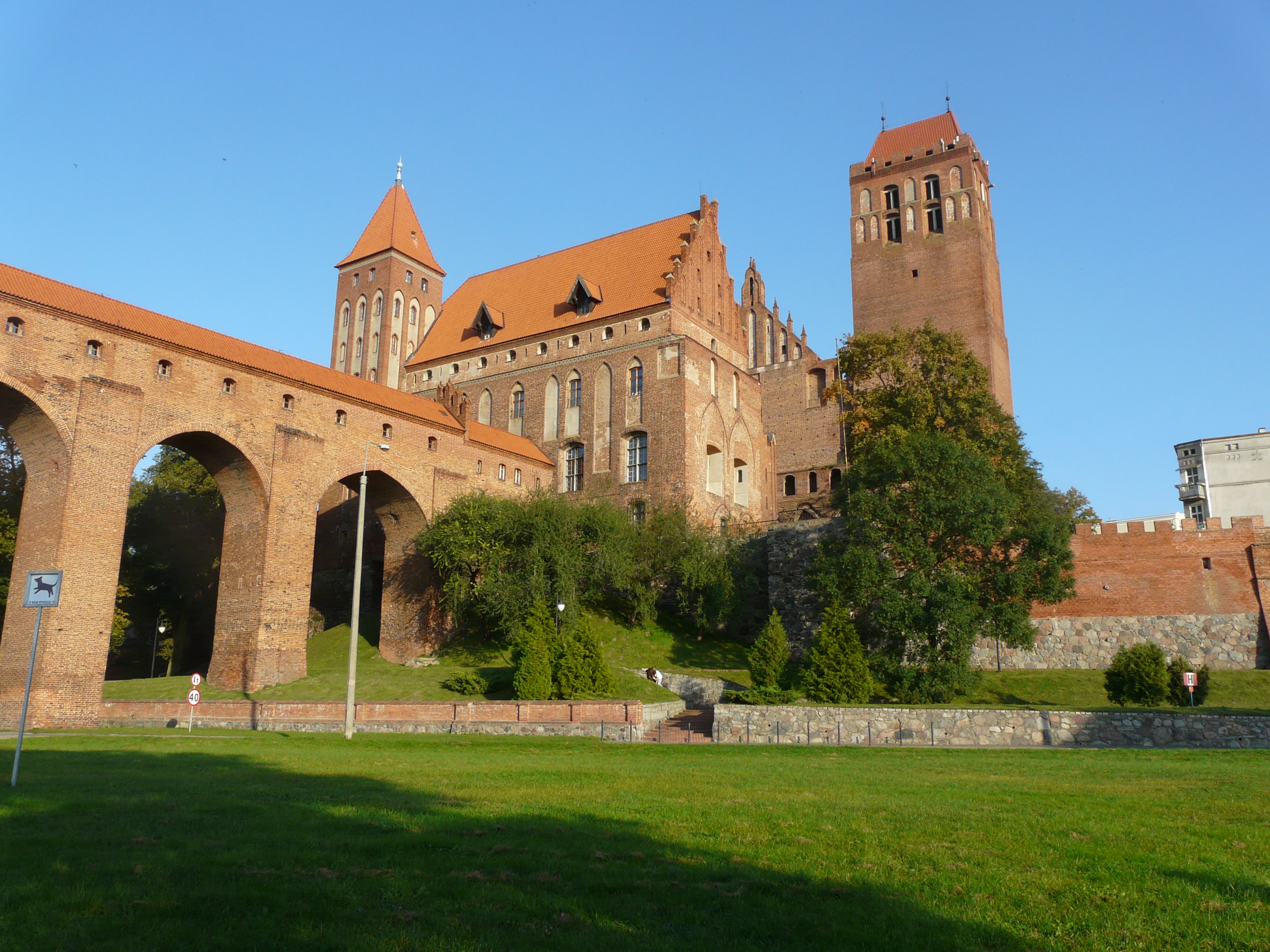
Общий вид замка
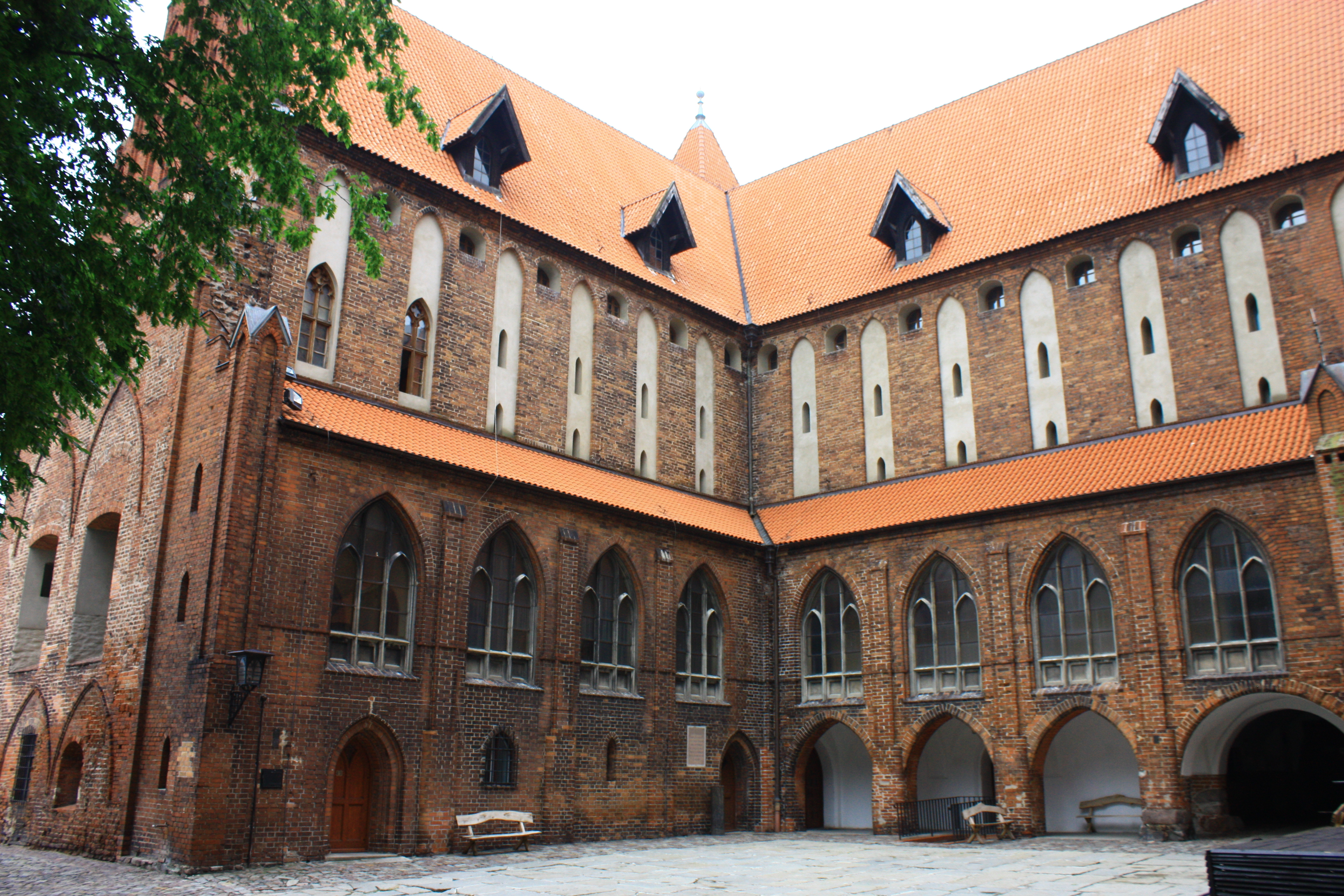
Внутренний двор замка
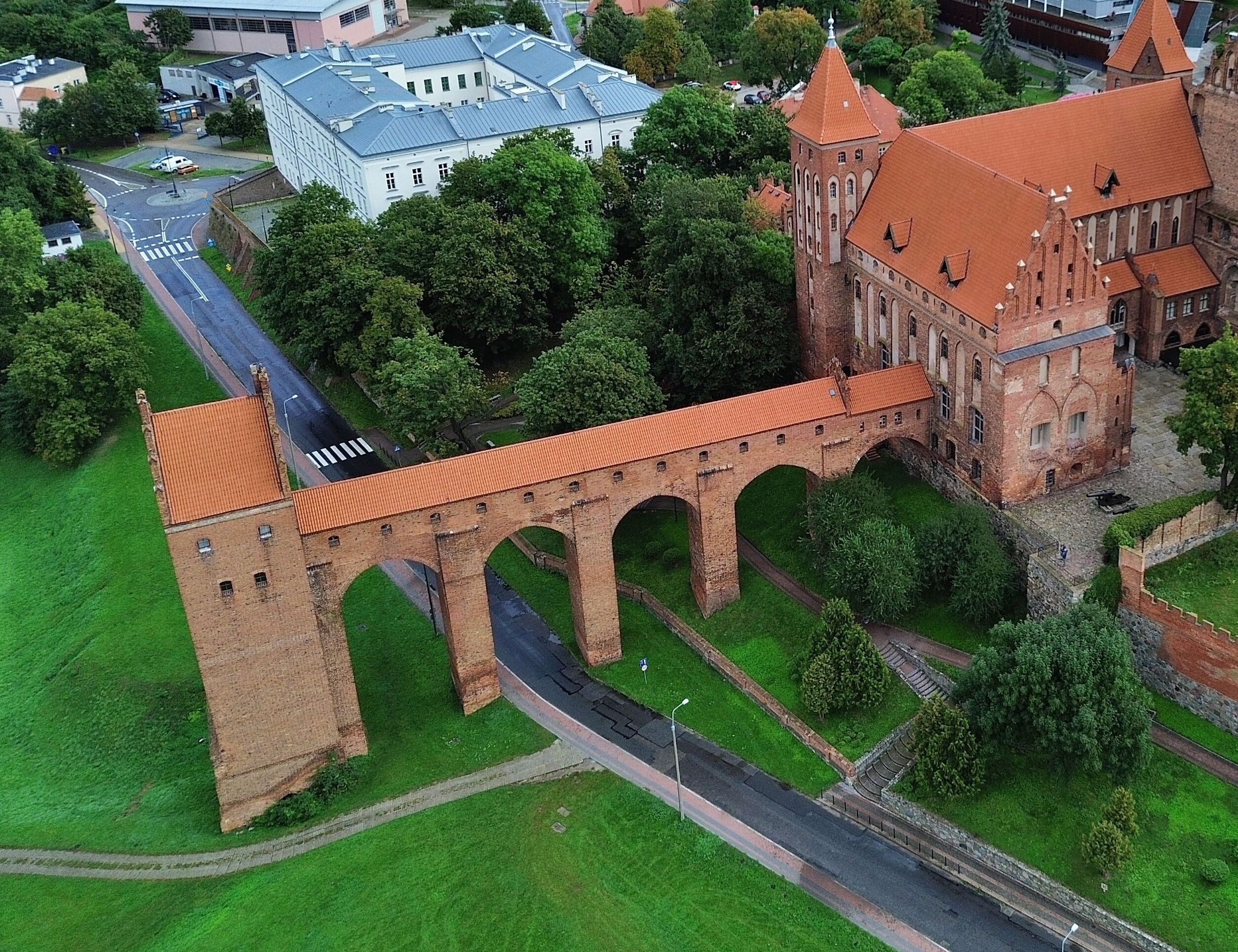
Данскер замка (самый длинный в мире)
155-мм пушки, размещённые в замке